# Palazzo Razumovskij
Palazzo Razumovskij o palazzo dell'atamano dell'Ucraina Kirill Grigor'evič Razumovskij (in ucraino Палац гетьмана України Кирила Розумовського?) è un edificio e monumento di rilevanza nazionale situato nella cittadina di Baturyn nell'oblast' di Černihiv, nella parte settentrionale dell'Ucraina.

## Storia
Kirill Grigor'evič Razumovskij fu atamano d'Ucraina dal 1750 al 1764. Durante questo periodo trasferì la capitale da Hlukhiv a Baturyn. Quando l'etmanato venne incorporato nell'Impero russo Razumovskij rimase a Baturyn finanziando la costruzione di diversi edifici. Per la progettazione della sua residenza incaricò l'architetto scozzese Charles Cameron che progettò un edificio in con caratteri del palladianesimo e dello stile neogreco.
Il palazzo venne costruito dal 1799 al 1803, anno in cui Razumovskij morì. Il complesso è composto da un palazzo centrale e due edifici secondari circondati da un parco. Alla morte di Razumovskij la proprietà passò al figlio che la mantenne fino alla sua morte nel 1836. Nel 1856 divenne proprietà statale e all'inizio del XX secolo versava in stato di abbandono, negli anni '50 il parco era completamente distrutto e gli edifici secondari smantellati, in precedenza un incendio del 1924 aveva gravemente danneggiato la struttura e la facciata e durante la seconda guerra mondiale l'edificio aveva subito ulteriori danni.
Vi furono diversi tentativi di ristrutturazione ma nessuno di essi venne portato a termine. Delle strutture originarie rimane solo l'edificio centrale.
Tra il 2003 e il 2008 il palazzo venne ristrutturato e aperto al pubblico nell'agosto del 2009.